# 99201 Sattler
99201 Sattler è un asteroide della fascia principale. Scoperto nel 2001, presenta un'orbita caratterizzata da un semiasse maggiore pari a 2,7567777 UA e da un'eccentricità di 0,0924113, inclinata di 14,85585° rispetto all'eclittica.
L'asteroide è dedicato alla ricercatrice austriaca Birgit I. Sattler.